# خربة البيضا (الرقة)
خربة البيضا قرية سورية تتبع ناحية عين عيسى في منطقة تل أبيض في محافظة الرقة. بلغ عدد سكانها 977 نسمة في عام 2004 حسب إحصاء المكتب المركزي للإحصاء.